# Bredlårsteklar
Bredlårsteklar (Chalcididae) är en familj av steklar som beskrevs av Pierre André Latreille 1817. Enligt Catalogue of Life ingår bredlårsteklar i överfamiljen glanssteklar, ordningen steklar, klassen egentliga insekter, fylumet leddjur och riket djur, men enligt Dyntaxa är tillhörigheten istället ordningen steklar, klassen egentliga insekter, fylumet leddjur och riket djur. Enligt Catalogue of Life omfattar familjen Chalcididae 1020 arter. 

## Bildgalleri

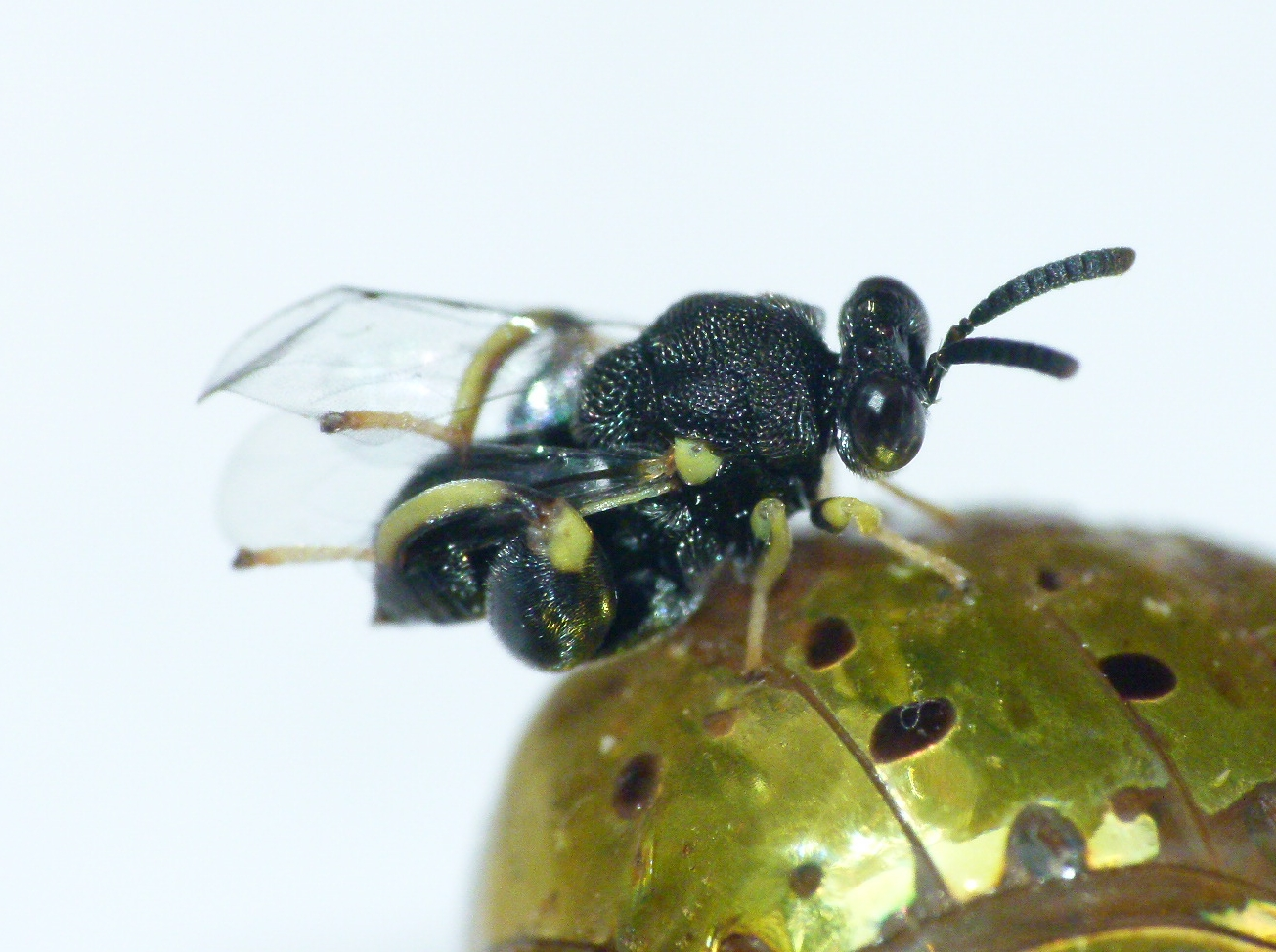
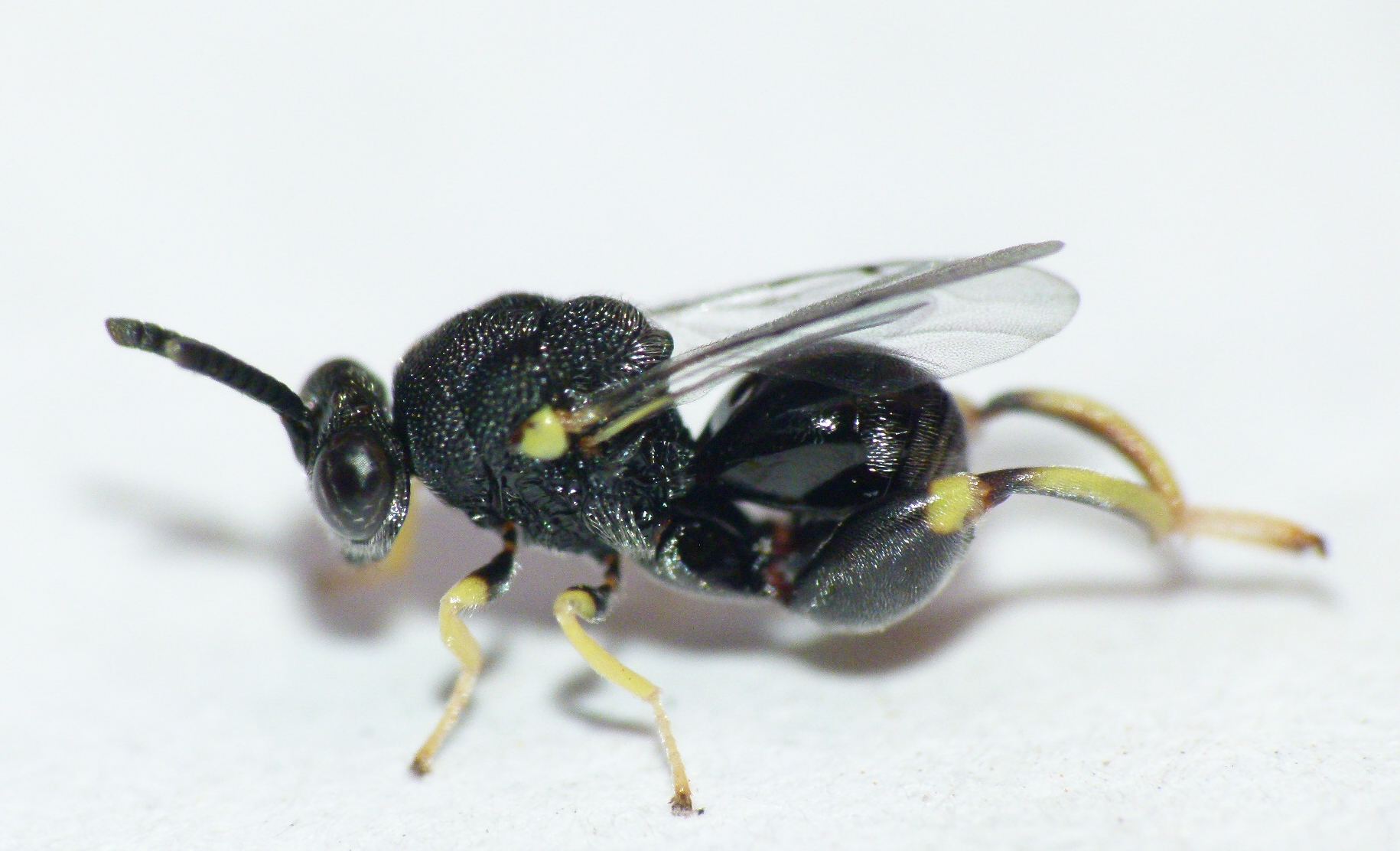
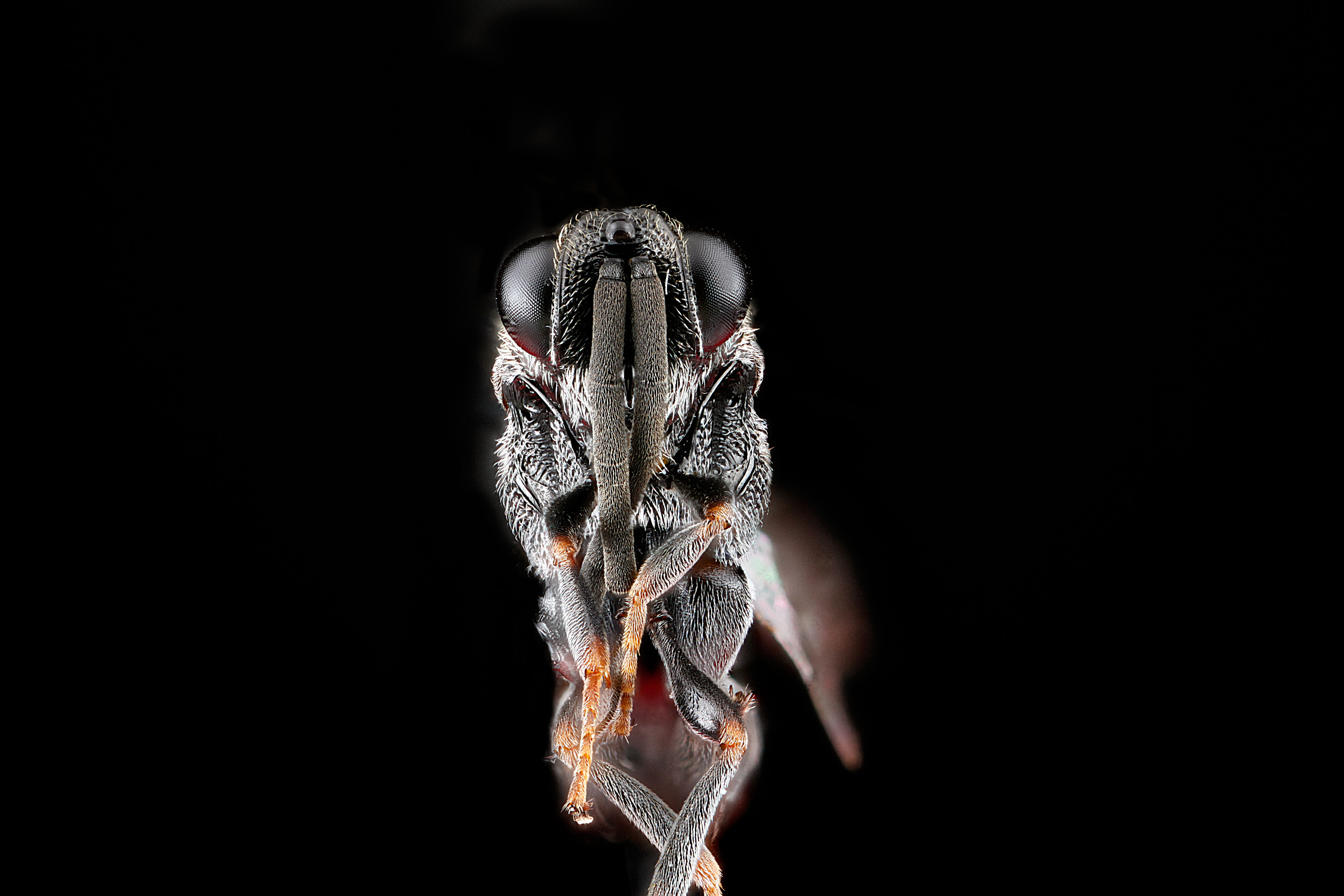
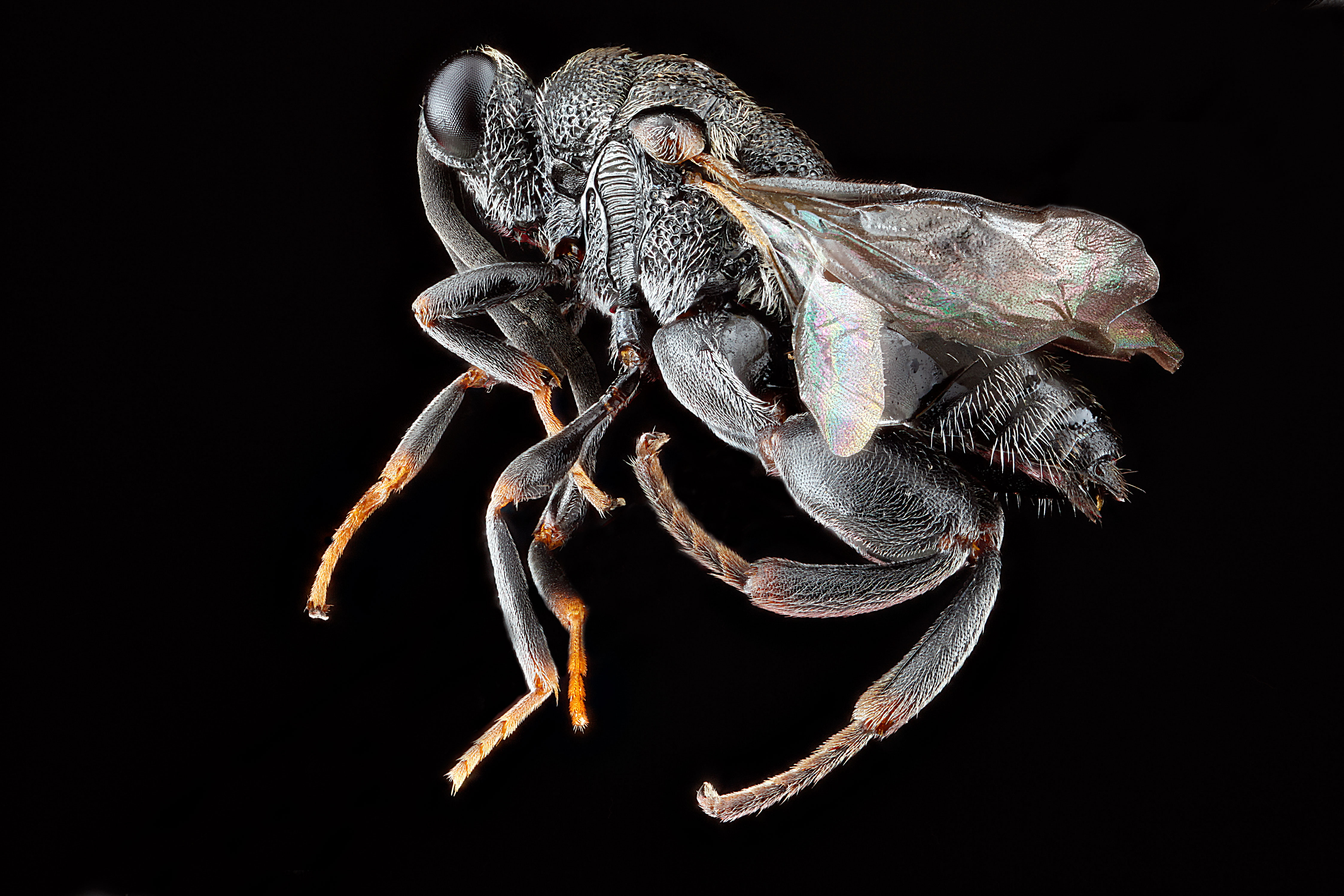
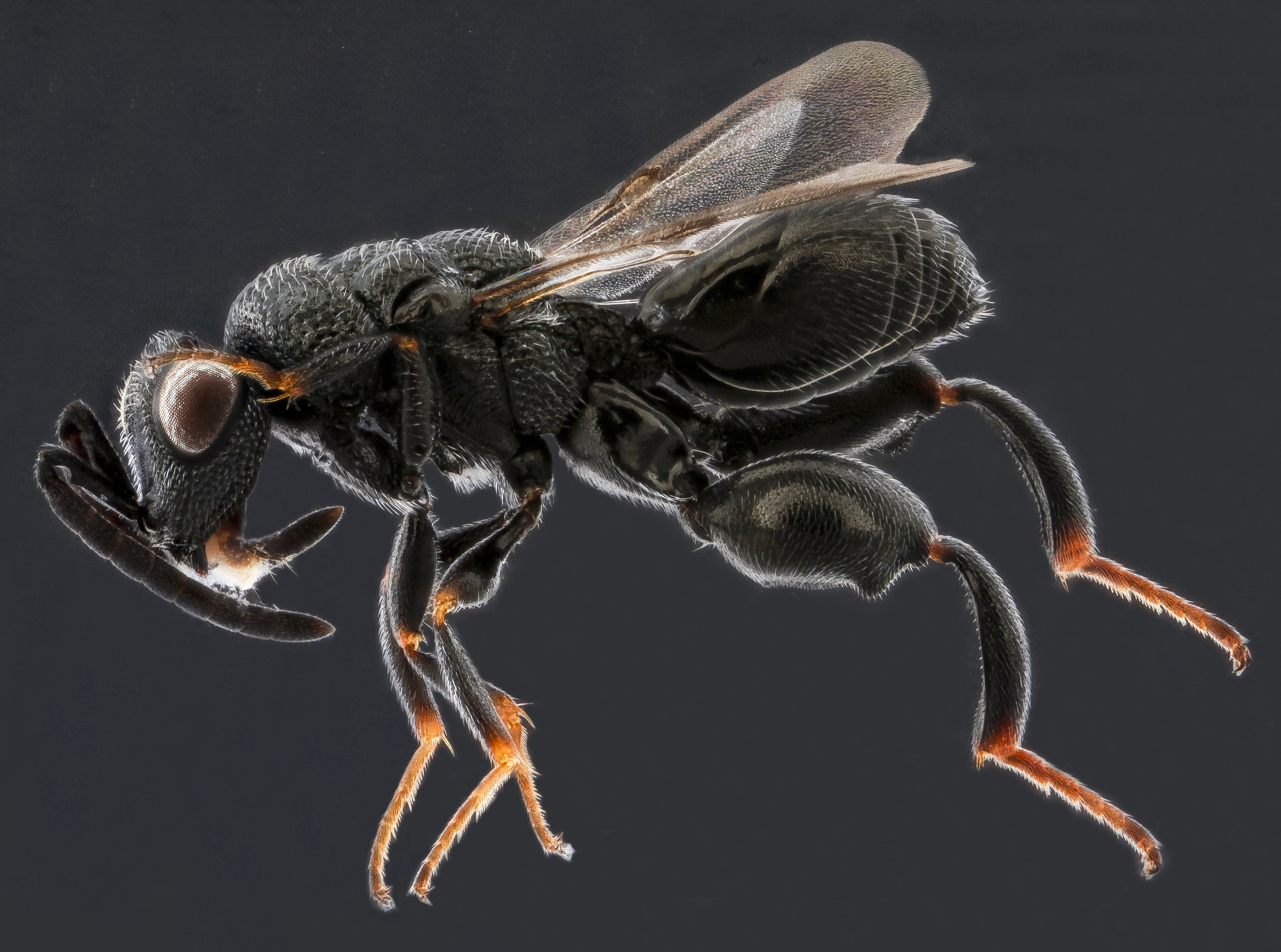
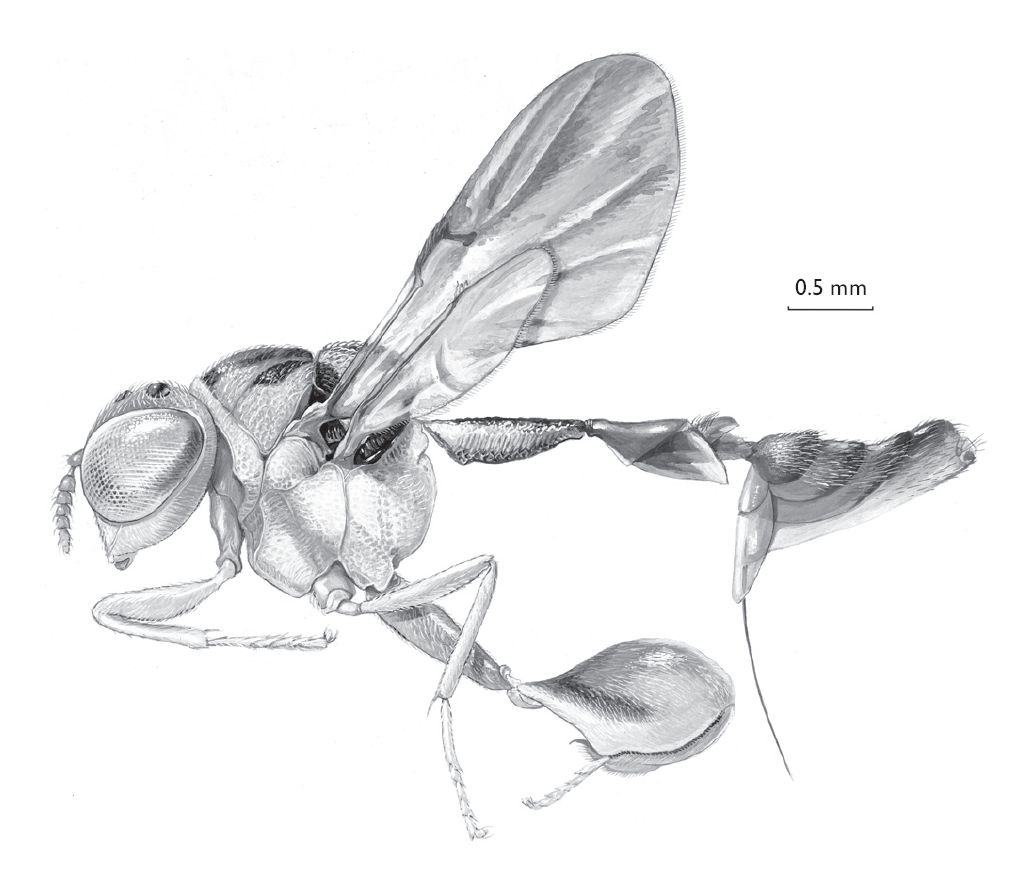

## Dottertaxa till bredlårsteklar, i alfabetisk ordning[1][2]
- Acanthochalcis
- Acrocentrus
- Allochalcis
- Anachalcis
- Antrocephalus
- Antrochalcis
- Aphasganophora
- Aplorhinus
- Aspirrhina
- Belaspidia
- Brachymeria
- Bucekia
- Caenobrachymeria
- Cephalochalcidia
- Chalcis
- Chirocera
- Conura
- Corumbichalcis
- Cratocentrus
- Dirhinus
- Ecuada
- Epitranus
- Euchalcidiella
- Euchalcis
- Eurycentrus
- Halsteadium
- Haltichella
- Hastius
- Hayatiella
- Heydoniella
- Hockeria
- Hovachalcis
- Hybothorax
- Indoinvreia
- Invreia
- Irichohalticella
- Kopinata
- Kriechbaumerella
- Lasiochalcidia
- Marres
- Megachalcis
- Megalocolus
- Melanosmicra
- Nearretocera
- Neochalcis
- Neohaltichella
- Neohybothorax
- Neoirichohalticella
- Neokopinata
- Neostomatoceras
- Nipponochalcidia
- Notaspidiella
- Notaspidium
- Oxycoryphe
- Parastypiura
- Phasgonophora
- Philocentrus
- Pilismicra
- Plastochalcis
- Proconura
- Pseudeniaca
- Psilochalcidia
- Psilochalcis
- Rhynchochalcis
- Schwarzella
- Smicromorpha
- Solenochalcidia
- Spatocentrus
- Spilochalcis
- Steffanisa
- Steninvreia
- Stenochalcis
- Stenosmicra
- Sthulapada
- Stypiura
- Tainaniella
- Tanycoryphus
- Tanyotorthus
- Thresiaella
- Trichoxenia
- Trigonura
- Trigonurella
- Tropimeris
- Uga
- Varzobia
- Vespomorpha
- Xenarretocera
- Xyphorachidia
- Youngaia
- Zavoya